# Zombillenium
Zombillenium (bra: Zumbilênio: O Parque dos Monstros) é um filme de animação franco-belga de 2017 dirigido por Arthur de Pins e Alexis Ducord, baseado nos quadrinhos homônimos.

## Elenco
- Emmanuel Curtil como Hector
- Alain Choquet como Francis
- Kelly Marot como Gretchen
- Alexis Tomassian como Steven